# Sa'dan
Der Sadang oder Sa'dan (Bezeichnung in Toraja) oder auch Salo Sadang ist ein circa 180 Kilometer langer Fluss im südwestlichen Arm der Insel Sulawesi.
Der Fluss entspringt im Norden von Toraja Utara und zieht sich von da südwärts durch Tana Toraja, durch Rantepao und vorbei an Makale. Weiter fließt der Sadang vorbei an Enrekang und Benteng, wonach er ca. 45 km nördlich von Pare-Pare in die Straße von Makassar mündet. Nebenflüsse sind der Mamasa-Fluss und der Mata Allo und der Palau. 